# Décès en novembre 2024
Décès
- 2020
- 2021
- 2022
- 2023
- 2024
- 2025
- 2026
- 2027
- 2028

Pour une information complémentaire, voir la page d'aide.

| Date              | Nom                         | Activités                                                                                                 | Âge   | Source |
| ----------------- | --------------------------- | --- | ----- | ------ |
| 30 novembre       | Lou Carnesecca              | Joueur de basketball américain.                                                                           | 99    | (en)   |
| 30 novembre       | René Couanau                | Homme politique français.                                                                                 | 88    |        |
| 30 novembre       | Prithwindra Mukherjee       | Chercheur bengali.                                                                                        | 88    | (en)   |
| 30 novembre       | Issa N'Diaye                | Homme politique et professeur de philosophie malien.                                                      |       |        |
| 30 novembre       | José Pinto Rosas            | Footballeur espagnol.                                                                                     | 95    | (ca)   |
| 30 novembre       | Ladislav Rygl               | Coureur du combiné nordique tchèque.                                                                      | 77    | (cs)   |
| 29 novembre       | Francis Ampe                | Homme politique français.                                                                                 | 80    |        |
| 29 novembre       | Anna Banana                 | Artiste, performeuse et éditrice canadienne.                                                              | 84    | (en)   |
| 29 novembre       | Marshall Brickman           | Scénariste américain.                                                                                     | 85    | (en)   |
| 29 novembre       | Edgar Fruitier              | Acteur et mélomane canadien.                                                                              | 94    |        |
| 29 novembre       | Sydney Galès                | Physicien nucléaire français.                                                                             | 81    |        |
| 29 novembre       | Josef Jelínek               | Footballeur international tchécoslovaque.                                                                 | 83    | (cs)   |
| 29 novembre       | Christiane Klapisch-Zuber   | Historienne française.                                                                                    | 87    |        |
| 29 novembre       | Georges Lebouc              | Écrivain belge.                                                                                           | 88    |        |
| 29 novembre       | Larry McIntyre              | Joueur et entraîneur de hockey sur glace canadien.                                                        | 75    | (en)   |
| 29 novembre       | Rafiq Nasirov               | Peintre azerbaïdjanais.                                                                                   | 77    | (ru)   |
| 29 novembre       | Lucette Raillat             | Actrice et chanteuse française.                                                                           | 95    |        |
| 29 novembre       | Peter Westbrook             | Escrimeur américain, médaillé de bronze aux Jeux olympiques d'été de 1984.                                | 72    | (en)   |
| 28 novembre       | Jean-Pierre Bady            | Haut fonctionnaire français.                                                                              | 85    |        |
| 28 novembre       | Janine Connes               | Astronome française.                                                                                      | 98    |        |
| 28 novembre       | Prince Johnson              | Homme politique libérien.                                                                                 | 72    | (en)   |
| 28 novembre       | Lasse Nielsen               | Réalisateur et scénariste danois.                                                                         | 74    | (da)   |
| 28 novembre       | Ivan Parejo                 | Gymnaste aérobic espagnol.                                                                                | 37    | (en)   |
| 28 novembre       | Silvia Pinal                | Actrice de cinéma mexicaine.                                                                              | 93    |        |
| 28 novembre       | Kioumars Pourhashemi        | Général iranien.                                                                                          | ?     | (en)   |
| 28 novembre       | Roeland Raes                | Homme politique belge.                                                                                    | 90    |        |
| 28 novembre       | Georges Saulterre           | Sculpteur français.                                                                                       | 81    |        |
| 27 novembre       | Maria Alexandru             | Pongiste roumaine.                                                                                        | 84    | (ro)   |
| 27 novembre       | Simone Balazard             | Romancière, dramaturge et éditrice française.                                                             | 89    |        |
| 27 novembre       | Marshall J. Becker          | Archéologue et anthropologue américain.                                                                   | 86    | (en)   |
| 27 novembre       | Amandine Chazot             | Radiologue et pratiquante de stand up paddle française.                                                   | 33    |        |
| 27 novembre       | Thomas Hylland Eriksen      | Anthropologue, écrivain et penseur norvégien.                                                             | 62    | (no)   |
| 27 novembre       | Claudio Isaac               | Écrivain, acteur, réalisateur, scénariste et producteur de cinéma mexicain.                               | 64    | (es)   |
| 27 novembre       | Georges Gilson              | Évêque catholique français.                                                                               | 95    |        |
| 27 novembre       | Jean-Sébastien Larouche     | Poète, slameur et éditeur québécois.                                                                      | 51    |        |
| 27 novembre       | Jean de Palacio             | Universitaire français.                                                                                   | 93    |        |
| 26 novembre       | Rasi Abdullayev             | Violoncelliste azerbaïdjanais.                                                                            | 80    | (az)   |
| 26 novembre       | Jim Abrahams                | Scénariste, réalisateur, producteur de cinéma et acteur américain.                                        | 80    | (en)   |
| 26 novembre       | Karin Baal                  | Actrice allemande.                                                                                        | 84    | (de)   |
| 26 novembre       | Suchir Balaji               | Chercheur américain en intelligence artificielle.                                                         | 26    |        |
| 26 novembre       | Victor Brombert             | professeur chercheur des universités de Yale et Princeton américain, spécialiste de littérature française | 101   | (en)   |
| 26 novembre       | Gilles Devers               | Avocat français.                                                                                          | 68    |        |
| 26 novembre       | Jan Furtok                  | Footballeur international polonais.                                                                       | 62    | (pl)   |
| 26 novembre       | Gemma Hussey                | Femme politique irlandaise.                                                                               | 86    | (en)   |
| 26 novembre       | André Lajoinie              | Homme politique français.                                                                                 | 94    |        |
| 26 novembre       | Maria Limanskaïa            | Militaire soviétique.                                                                                     | 100   | (ru)   |
| 26 novembre       | Ali Najab                   | Militaire marocain.                                                                                       | 80    |        |
| 26 novembre       | Colette Nouvel-Rousselot    | Dirigeante d'entreprise et femme politique franco-suisse.                                                 | 75    |        |
| 26 novembre       | Pedro Reyes                 | Boxeur cubain.                                                                                            | 65    | (es)   |
| 26 novembre       | Scott L. Schwartz           | Acteur américain.                                                                                         | 65    | (en)   |
| 26 novembre       | Malcolm Smith               | Motocycliste américano-canadien.                                                                          | 83    | (en)   |
| 25 novembre       | Pedro Agramunt              | Homme politique espagnol.                                                                                 | 73    | (es)   |
| 25 novembre       | Miguel Ángel Ayuso Guixot   | Cardinal espagnol                                                                                         | 72    | (es)   |
| 25 novembre       | Gianfranco Calligarich      | Journaliste, scénariste et écrivain italien                                                               | 85    | (it)   |
| 25 novembre       | Earl Holliman               | Acteur américain.                                                                                         | 96    | (en)   |
| 25 novembre       | John Tinniswood             | Supercentenaire britannique.                                                                              | 112   |        |
| 25 novembre       | Marine Vlahovic             | Journaliste, reporter et documentariste française.                                                        | 39    |        |
| 24 novembre       | Mohammad Ruhul Amin         | Juriste bangladais.                                                                                       | 83    | (en)   |
| 24 novembre       | Breyten Breytenbach         | Peintre, écrivain sud-africain et français.                                                               | 85    |        |
| 24 novembre       | Bob Bryar                   | Batteur et ingénieur du son américain.                                                                    | 44    | (en)   |
| 24 novembre       | Mohamed Chaker              | Avocat et homme politique tunisien.                                                                       | 93    |        |
| 24 novembre       | Helen Gallagher             | Actrice, danseuse et chanteuse américaine.                                                                | 98    | (en)   |
| 24 novembre       | Jany Gastaldi               | Actrice française.                                                                                        | 76    |        |
| 24 novembre       | Yōji Kuri                   | Réalisateur, illustrateur et mangaka japonais.                                                            | 96    | (en)   |
| 24 novembre       | Jos Lammertink              | Coureur cycliste néerlandais.                                                                             | 66    | (nl)   |
| 24 novembre       | Félix Manuel Pérez Miyares  | Avocat, professeur d'université et homme politique espagnol.                                              | 88    | (es)   |
| 24 novembre       | Colin Renfrew               | Archéologue britannique.                                                                                  | 87    | (en)   |
| 24 novembre       | Jacques Samir Stenka        | Peintre ivoirien.                                                                                         | 79    |        |
| 24 novembre       | Barbara Taylor Bradford     | Romancière britannique.                                                                                   | 91    | (en)   |
| 23 novembre       | Christian Desplat           | Historien français.                                                                                       | 82    |        |
| 23 novembre       | Tetsuo Harada               | Sculpteur franco-japonais.                                                                                | 75    |        |
| 23 novembre       | Jean Jourden                | Coureur cycliste français.                                                                                | 82    |        |
| 23 novembre       | Walter Kaminsky             | Chimiste allemand.                                                                                        | 83    | (de)   |
| 23 novembre       | Nikki Kaye                  | Personnalité politique néo-zélandaise.                                                                    | 44    | (en)   |
| 23 novembre       | Chuck Woolery               | Acteur, présentateur de télévision américain.                                                             | 83    |        |
| 22 novembre       | Médard Autsai Asenga        | Homme politique congolais.                                                                                | 82    |        |
| 22 novembre       | Hervé Bride                 | Journaliste français.                                                                                     | 76    |        |
| 22 novembre       | Peter Fenwick               | Neuropsychiatre et neurophysiologiste anglais.                                                            | 89    | (en)   |
| 22 novembre       | Dragan Marković             | Homme politique serbe.                                                                                    | 64    | (sr)   |
| 22 novembre       | Serge Vohor                 | Homme d'État vanuatais.                                                                                   | 69    | (en)   |
| 22 novembre       | Eduard Zehnder              | Mathématicien suisse.                                                                                     | 84    | (de)   |
| 21 novembre       | Louis Camara                | Footballeur sénégalais.                                                                                   | 77/78 |        |
| 21 novembre       | Jean-Claude Couloumina      | Joueur de rugby à XV français.                                                                            | 71    | -      |
| 21 novembre       | Gianfranco Dalla Barba      | Sabreur italien.                                                                                          | 67    | (it)   |
| 21 novembre       | Pehr G. Gyllenhammar        | Homme d'affaires suédois.                                                                                 | 89    | (en)   |
| 21 novembre       | Andrea Kékessy              | Patineuse artistique hongroise, médaillée d'argent aux Jeux olympiques d'hiver de 1948.                   | 98    | (hu)   |
| 21 novembre       | Joël Prévost                | Chanteur français.                                                                                        | 74    |        |
| 21 novembre       | Céline Zins                 | Poétesse et traductrice française.                                                                        | 86    |        |
| 20 novembre       | Jean-Noël Carpentier        | Homme politique français.                                                                                 | 54    |        |
| 20 novembre       | Ursula Haverbeck            | Militante négationniste allemande.                                                                        | 96    | (de)   |
| 20 novembre       | Allan Kenneth McLean        | Homme politique canadien.                                                                                 | 87    | (en)   |
| 20 novembre       | David Miller                | Philosophe anglais.                                                                                       | 82    | (en)   |
| 20 novembre       | Mike Pinera                 | Guitariste américain.                                                                                     | 76    | (en)   |
| 20 novembre       | John Prescott               | Homme politique britannique.                                                                              | 86    | (en)   |
| 20 novembre       | Jodi Rell                   | Femme politique américaine.                                                                               | 78    | (en)   |
| 19 novembre       | Cesare Bonizzi              | Prêtre catholique de l'ordre des Frères mineurs capucins, chanteur de Métal italien.                      | 78    | (it)   |
| 19 novembre       | Tony Campolo                | Pasteur chrétien baptiste américain.                                                                      | 89    | (en)   |
| 19 novembre       | Bernadette Després          | Autrice de bande dessinée et écrivaine française.                                                         | 83    |        |
| 19 novembre       | Diva Gray                   | Chanteuse de disco, choriste du groupe Chic et actrice américaine.                                        | 72    | (en)   |
| 19 novembre       | William Pinville            | Comédien français.                                                                                        | -     |        |
| 18 novembre       | Paulo Alexandre             | Chanteur portugais.                                                                                       | 93    | (pt)   |
| 18 novembre       | Odile Bailleux              | Musicologue, claveciniste et organiste française.                                                         | 84    |        |
| 18 novembre       | John Cartwright             | Homme politique britannique.                                                                              | 90    | (en)   |
| 18 novembre       | Michel Debout               | Médecin et homme politique français.                                                                      | 79    |        |
| 18 novembre       | Charles Dumont              | Auteur-compositeur-interprète français.                                                                   | 95    |        |
| 18 novembre       | Arthur Frommer              | Avocat et auteur de guide touristique américain.                                                          | 95    | (en)   |
| 18 novembre       | Claire Gallois              | Femme de lettres et critique littéraire française.                                                        | 87    |        |
| 18 novembre       | Junko Hori                  | Actrice japonaise.                                                                                        | 82    | (ja)   |
| 18 novembre       | Gerhard Jacobs              | Homme politique allemand.                                                                                 | 86    | (de)   |
| 18 novembre       | Jan Keizer                  | Arbitre néerlandais de football.                                                                          | 84    | (nl)   |
| 18 novembre       | Bob Love                    | Joueur de basketball américain.                                                                           | 81    | (en)   |
| 18 novembre       | György Pauk                 | Violoniste hongrois.                                                                                      | 88    | (hu)   |
| 18 novembre       | ʻAna Taufeʻulungaki         | Ministre tongienne de l'Éducation.                                                                        | 78    | (en)   |
| 17 novembre       | Rido Bayonne                | Chanteur franco-congolais.                                                                                | 77    |        |
| 17 novembre       | Bernard Chiarelli           | Footballeur international français.                                                                       | 90    |        |
| 17 novembre       | Muazzez İlmiye Çığ          | Archéologue turque.                                                                                       | 110   | (tr)   |
| 17 novembre       | Friedrich von Metzler       | Banquier allemand.                                                                                        | 81    | (en)   |
| 17 novembre       | Ehrhart Neubert             | Théologien allemand.                                                                                      | 84    | (de)   |
| 17 novembre       | Orestes Rodríguez           | Joueur d'échecs péruvien puis espagnol.                                                                   | 81    | (es)   |
| 17 novembre       | Viktor Samsonov             | Général d'armée, soviétique puis russe.                                                                   | 83    | (ru)   |
| 17 novembre       | Siaka Toumani Sangaré       | Homme politique malien.                                                                                   | 69    | (en)   |
| 17 novembre       | Macoto Takahashi            | Mangaka japonais.                                                                                         | 90    | (ja)   |
| 17 novembre       | Hugo Villaverde             | Footballeur international argentin.                                                                       | 70    | (es)   |
| 17 novembre       | John Waiko                  | Historien et homme politique papou-néo-guinéen.                                                           | 79    | (en)   |
| 16 novembre       | Richard V. Allen            | Homme politique américain.                                                                                | 88    | (en)   |
| 16 novembre       | Denise Holstein             | Écrivaine française. Survivante d'Auschwitz.                                                              | 97    |        |
| 16 novembre       | Sir Lady Java               | Militante des droits transgenres américaine.                                                              | 82    | (en)   |
| 16 novembre       | Mohammad Fazlul Karim       | Juriste bangladais.                                                                                       | 81    | (en)   |
| 16 novembre       | Hamid Merakchi              | Footballeur international algérien.                                                                       | 48    |        |
| 16 novembre       | Yves Pinguilly              | Écrivain français.                                                                                        | 80    |        |
| 16 novembre       | Svetlana Svetlitchnaïa      | Actrice russe.                                                                                            | 84    | (ru)   |
| 16 novembre       | Olav Thon                   | Promoteur immobilier norvégien.                                                                           | 101   | (no)   |
| 15 novembre       | Celeste Caeiro              | Pacifiste et restauratrice portugaise.                                                                    | 91    | (pt)   |
| 15 novembre       | François Donato             | Compositeur français.                                                                                     | 61    |        |
| 15 novembre       | Béla Károlyi                | Entraîneur de gymnastique roumain.                                                                        | 82    | (en)   |
| 15 novembre       | Eileen Kramer               | Danseuse, artiste, performeuse, chorégraphe et supercentenaire australienne.                              | 110   | (en)   |
| 15 novembre       | István Nemere               | Écrivain de science-fiction, traducteur et espérantiste hongrois.                                         | 80    | (hu)   |
| 15 novembre       | Robin Nicholson             | Métallurgiste industriel et universitaire britannique.                                                    | 90    | (en)   |
| 15 novembre       | Frank Schäffer              | Footballeur allemand.                                                                                     | 72    | (de)   |
| 15 novembre       | Ahmed Mahamoud Silanyo      | Homme politique somalilandais.                                                                            | 86    | (en)   |
| 15 novembre       | Sönke Sönksen               | Cavalier allemand de saut d’obstacles, médaillé d'argent aux Jeux olympiques d'été de 1976.               | 86    | (en)   |
| 15 novembre       | Yuriko Takagi               | Princesse japonaise.                                                                                      | 101   | (en)   |
| 14 novembre       | Jacques Adélaïde-Merlande   | Historien français.                                                                                       | 91    |        |
| 14 novembre       | Vadim Brovtsev              | Homme politique russe et sud-ossète.                                                                      | 55    | (ru)   |
| 14 novembre       | Vic Flick                   | Guitariste britannique.                                                                                   | 87    | (en)   |
| 14 novembre       | Shōhei Hino                 | Acteur et chanteur japonais.                                                                              | 75    | (ja)   |
| 14 novembre       | Michel Le Clerc             | Réalisateur et journaliste français.                                                                      | 94    |        |
| 14 novembre       | Peter Sinfield              | Parolier américain.                                                                                       | 80    | (en)   |
| 13 novembre       | Franco Ferrarotti           | Sociologue, homme politique italien.                                                                      | 98    | (it)   |
| 13 novembre       | Jacqueline Heaney-Hauser    | Artiste textile franco-suisse.                                                                            | 85    |        |
| 13 novembre       | Dan Hennessey               | Acteur canadien.                                                                                          | 82    | (en)   |
| 13 novembre       | Nyedzi Kpokpoya             | Joueuse de basket-ball française.                                                                         | 47    |        |
| 13 novembre       | Luis Soares                 | Athlète français.                                                                                         | 60    |        |
| 13 novembre       | Paul Staes                  | Homme politique belge.                                                                                    | 78    | (nl)   |
| 13 novembre       | Shel Talmy                  | Producteur de musique américain.                                                                          | 87    | (en)   |
| 13 novembre       | Shuntarō Tanikawa           | Traducteur et poète japonais.                                                                             | 92    | (en)   |
| 12 novembre       | Jacqueline Arrii            | Militante politique et Résistante française.                                                              | 96    |        |
| 12 novembre       | Saïd Ben Mustapha           | Homme politique et diplomate tunisien.                                                                    | 86    |        |
| 12 novembre       | Agnes Buen Garnås           | Chanteuse norvégienne.                                                                                    | 78    | (no)   |
| 12 novembre       | Joanne Chory                | Botaniste et généticienne américaine.                                                                     | 69    |        |
| 12 novembre       | Roy Haynes                  | Batteur américain.                                                                                        | 99    | (en)   |
| 12 novembre       | John Horgan                 | Homme politique canadien.                                                                                 | 65    | (en)   |
| 12 novembre       | Michael Hübner              | Coureur cycliste allemand.                                                                                | 65    | (de)   |
| 12 novembre       | Otepa Kalambay              | Joueur de football international congolais (RDC).                                                         | 76    |        |
| 12 novembre       | Thomas Eugene Kurtz         | Mathématicien et informaticien américain.                                                                 | 96    | (en)   |
| 12 novembre       | Liang Guanglie              | Militaire chinois.                                                                                        | 83    | (zh)   |
| 12 novembre       | René Marchand               | Essayiste et journaliste français.                                                                        | 89    |        |
| 12 novembre       | Bent Mejding                | Acteur, réalisateur et metteur en scène danois.                                                           | 87    | (da)   |
| 12 novembre       | Henri Minko                 | Juriste et ancien homme d'État gabonais.                                                                  | 90    |        |
| 12 novembre       | Jean Nallit                 | Résistant français.                                                                                       | 101   |        |
| 12 novembre       | Jacques Rouvière            | Écrivain français.                                                                                        | 86    |        |
| 12 novembre       | Song Jae-rim                | Acteur et mannequin sud-coréen.                                                                           | 39    | (en)   |
| 12 novembre       | Coşkun Taş                  | Footballeur international turc.                                                                           | 90    | (tr)   |
| 12 novembre       | Vardís Vardinogiánnis       | Milliardaire grec.                                                                                        | 90    | (he)   |
| 12 novembre       | Timothy West                | Acteur britannique.                                                                                       | 90    | (en)   |
| 12 novembre       | Frantisek Zvardon           | Photographe tchécoslovaque.                                                                               | 75    |        |
| 11 novembre       | Marco Angulo                | Footballeur international équatorien.                                                                     | 22    | (es)   |
| 11 novembre       | Frank Auerbach              | Peintre anglais.                                                                                          | 93    | (en)   |
| 11 novembre       | Marie Benešová              | Avocate et femme politique tchécoslovaque puis tchèque.                                                   | 76    | (cs)   |
| 11 novembre       | Walter Dahn                 | Artiste peintre, photographe et artiste sonore allemand.                                                  | 70    | (de)   |
| 11 novembre       | René Djian                  | Athlète de demi-fond français.                                                                            | 97    |        |
| 11 novembre       | Jacques Labro               | Architecte français.                                                                                      | 89    |        |
| 11 novembre       | Papa Noël                   | Musicien chanteur kino-congolais.                                                                         | 83    |        |
| 10 novembre       | Barbara Aland               | Théologienne allemande.                                                                                   | 87    | (de)   |
| 10 novembre       | Paul Caponigro              | Photographe et professeur d'université américain.                                                         | 91    |        |
| 10 novembre       | Derrick Grant               | Joueur de rugby à XV écossais.                                                                            | 85    | (en)   |
| 10 novembre       | Abdelkader Lecheheb         | Diplomate et footballeur marocain.                                                                        | 70    |        |
| 10 novembre       | Dallas Long                 | Athlète américain, champion et médaillé de bronze olympique (1960, 1964).                                 | 84    | (en)   |
| 10 novembre       | Arnold Oss                  | Joueur américain de hockey sur glace, médaillé d'argent aux Jeux olympiques d'hiver de 1952.              | 94    | (en)   |
| 10 novembre       | Indra Soundar Rajan         | Écrivain et acteur indien.                                                                                | 65    | (en)   |
| 10 novembre       | Michel Sy                   | Homme politique français.                                                                                 | 94    |        |
| 10 novembre       | Xu Chao                     | Coureur cycliste chinois, spécialiste de la piste.                                                        | 30    | (zh)   |
| 9 novembre        | Hassan Akesbi               | Footballeur international marocain.                                                                       | 89    |        |
| 9 novembre        | Bobby Allison               | Pilote automobile américain.                                                                              | 86    |        |
| 9 novembre        | Masao Arai                  | Lutteur japonais spécialiste de la lutte libre.                                                           | 75    | (ja)   |
| 9 novembre        | Yiánnis Boutáris            | Homme d'affaires et homme politique grec.                                                                 | 82    | (el)   |
| 9 novembre        | Lou Donaldson               | Saxophoniste de Jazz américain.                                                                           | 98    | (en)   |
| 9 novembre        | José Garrido                | Footballeur et entraîneur portugais.                                                                      | 64    | (pt)   |
| 9 novembre        | Judith Jamison              | Chorégraphe, danseuse américaine.                                                                         | 81    |        |
| 9 novembre        | Ella Jenkins                | Chanteuse américaine.                                                                                     | 100   | (en)   |
| 9 novembre        | Ram Narayan                 | Musicien indien.                                                                                          | 96    |        |
| 9 novembre        | Valéria Narbikova           | Écrivaine russe.                                                                                          | 66    | (ru)   |
| 9 novembre        | Jean-Marie Untaani Compaoré | Prélat catholique burkinabé.                                                                              | 91    | (it)   |
| 8 novembre        | Stanisław Chiliński         | Lutteur polonais.                                                                                         | 68    | (pl)   |
| 8 novembre        | Jacques Garnier             | Historien français.                                                                                       | 84    |        |
| 8 novembre        | Rachid Mekhloufi            | Footballeur international français et algérien devenu entraîneur.                                         | 88    |        |
| 8 novembre        | Antônio d'Orléans-Bragance  | Prince impérial du Brésil.                                                                                | 74    |        |
| 8 novembre        | Titinga Frédéric Pacéré     | Avocat burkinabé.                                                                                         | 80    |        |
| 7 novembre        | Lui Che-woo                 | Milliardaire, philanthrope hongkongais et canadien.                                                       | 95    | (en)   |
| 7 novembre        | Jürgen Becker               | Écrivain allemand.                                                                                        | 92    | (de)   |
| 7 novembre        | Michel Elkoubi              | Pilote automobile français.                                                                               | 77    |        |
| 7 novembre        | Geneviève Grad              | Actrice et chanteuse française.                                                                           | 80    |        |
| 7 novembre        | Jacques Renoir              | Photographe et directeur de la photographie français.                                                     | 81    |        |
| 6 novembre        | Dorothy Allison             | Écrivaine américaine.                                                                                     | 75    | (en)   |
| 6 novembre        | Johannes Beutler            | Théologien jésuite allemand.                                                                              | 91    | (de)   |
| 6 novembre        | Lilica Boal                 | Historienne, philosophe, éducatrice et militante antifasciste capverdienne.                               | 89/90 | (pt)   |
| 6 novembre        | John Dempsey                | Footballeur international irlandais.                                                                      | 78    | (en)   |
| 6 novembre        | Christian Godard            | Auteur de bande dessinée français.                                                                        | 92    |        |
| 6 novembre        | Pavel Klimenko              | général de division russe.                                                                                | 47    | (en)   |
| 6 novembre        | John Nott                   | Personnalité politique britannique.                                                                       | 92    | (en)   |
| 6 novembre        | François Ribac              | Compositeur et sociologue français.                                                                       | 63    |        |
| 6 novembre        | Madeleine Riffaud           | Résistante, poète et journaliste française.                                                               | 100   |        |
| 6 novembre        | Fabio Sartor                | Acteur italien.                                                                                           | 70    | (it)   |
| 6 novembre        | Daniel Spoerri              | Artiste helvétique.                                                                                       | 94    | (de)   |
| 6 novembre        | Tony Todd                   | Acteur américain.                                                                                         | 69    | (en)   |
| 5 novembre        | Félicie Affolter            | Psychothérapeute et logopédiste suisse.                                                                   | 98    | (de)   |
| 5 novembre        | Marise Chamberlain          | Athlète néo-zélandaise, médaillée de bronze aux Jeux olympiques d'été de 1964.                            | 88    | (en)   |
| 5 novembre        | Ginette Delaive-Lenoir      | Mère cuisinière française.                                                                                | 91    |        |
| 5 novembre        | Elwood Edwards              | Doubleur américain.                                                                                       | 75    | (en)   |
| 5 novembre        | Lucien Francoeur            | Chanteur et poète canadien.                                                                               | 76    |        |
| 4 novembre        | Mamadou Moustapha Ba        | Homme politique sénégalais.                                                                               | 59    |        |
| 4 novembre        | Louis Cane                  | Peintre et sculpteur français.                                                                            | 80    |        |
| 4 novembre        | Daniel Ceppi                | Auteur de bande dessinée suisse.                                                                          | 73    |        |
| 4 novembre        | Kicki Håkansson             | Reine de beauté suédoise, élue Miss Monde 1951.                                                           | 95    | (en)   |
| 4 novembre        | Bernard Marcus              | Homme d'affaires, philanthrope américain.                                                                 | 95    | (en)   |
| 4 novembre        | Tyka Nelson                 | Chanteuse américaine.                                                                                     | 64    | (en)   |
| 4 novembre        | James Penton                | Professeur émérite d'histoire, universitaire canadien.                                                    | 92    | (en)   |
| 4 novembre        | Agnaldo Rayol               | Acteur et chanteur brésilien.                                                                             | 86    | (pt)   |
| 4 novembre        | Murray Sinclair             | Avocat, juge et sénateur canadien.                                                                        | 73    | (en)   |
| 3 novembre        | Marie-Anne Belfroid         | Ingénieure civile et cheffe d’entreprise belge.                                                           | 89    |        |
| 3 novembre        | Abderrazak Cheraït          | Homme politique et écrivain tunisien.                                                                     | 87    |        |
| 3 novembre        | Quincy Jones                | Musicien américain.                                                                                       | 91    |        |
| 3 novembre        | Constantin Kaïtéris         | Enseignant, lexicographe, écrivain, poète et traducteur français.                                         | 76    |        |
| 3 novembre        | Herby Moreau                | Journaliste canadien.                                                                                     | 56    |        |
| 3 novembre        | Marcel Tassy                | Homme politique français.                                                                                 | 91    |        |
| 2 novembre        | Jonathan Haze               | Acteur américain.                                                                                         | 95    | (en)   |
| 2 novembre        | Alain Madalle               | Homme politique français.                                                                                 | 87    |        |
| 2 novembre        | Alexander Pines             | Chimiste américain.                                                                                       | 79    | (en)   |
| 2 novembre        | Hippolyte Piroux            | Agriculteur et écrivain français.                                                                         | 94    |        |
| 2 novembre        | Clement Quartey             | Boxeur ghanéen, médaillé d'argent aux Jeux olympiques d'été de 1960.                                      | 86    | (en)   |
| 2 novembre        | Alan Rachins                | Acteur américain.                                                                                         | 82    |        |
| 2 novembre        | Éric Rondepierre            | Artiste plasticien, photographe, écrivain et vidéaste français.                                           | 74    |        |
| 2 novembre        | Henry Wynn                  | Statisticien britannique.                                                                                 | 79    | (en)   |
| 1er novembre      | Marcel Bédard               | Ingénieur et homme politique canadien.                                                                    | 84    |        |
| 1er novembre      | Bernard Manin               | Philosophe français.                                                                                      | 73    |        |
| 1er novembre      | Richard Bernard Moore       | Meurtrier américain.                                                                                      | 59    | (en)   |
| 1er novembre      | Camilo Mortágua             | Antifasciste portugais.                                                                                   | 90    | (pt)   |
| 1er novembre      | Abderrahmane Mostefa        | Réalisateur, photographe et journaliste algérien.                                                         | 76    |        |
| 1er novembre      | Luis Onmura                 | Judoka brésilien, médaillé de bronze aux Jeux olympiques d'été de 1984.                                   | 64    | (en)   |
| 1er novembre      | Michael Ruse                | Philosophe des sciences canadien.                                                                         | 84    | (en)   |
| date indéterminée | Marjan Kandus               | Joueur de basket-ball yougoslave puis slovène.                                                            | 92    | (sr)   |